# Casa de Medinaceli

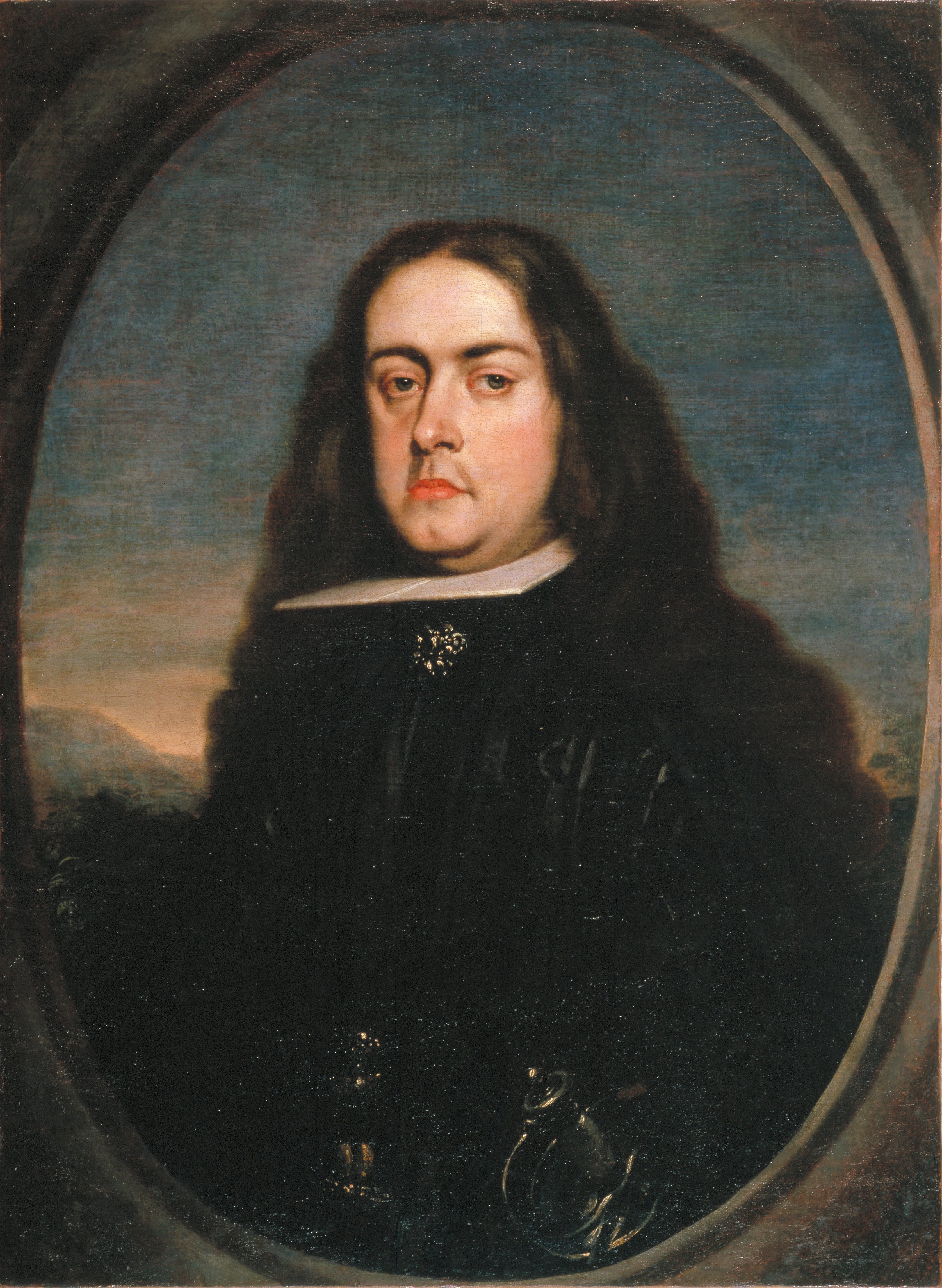
Retrato de Juan Francisco de la Cerda Enríquez de Ribera, marqués de Cogolludo, después viii duque de Medinaceli por Claudio Coello (Museo Nacional de Arte de Cataluña).

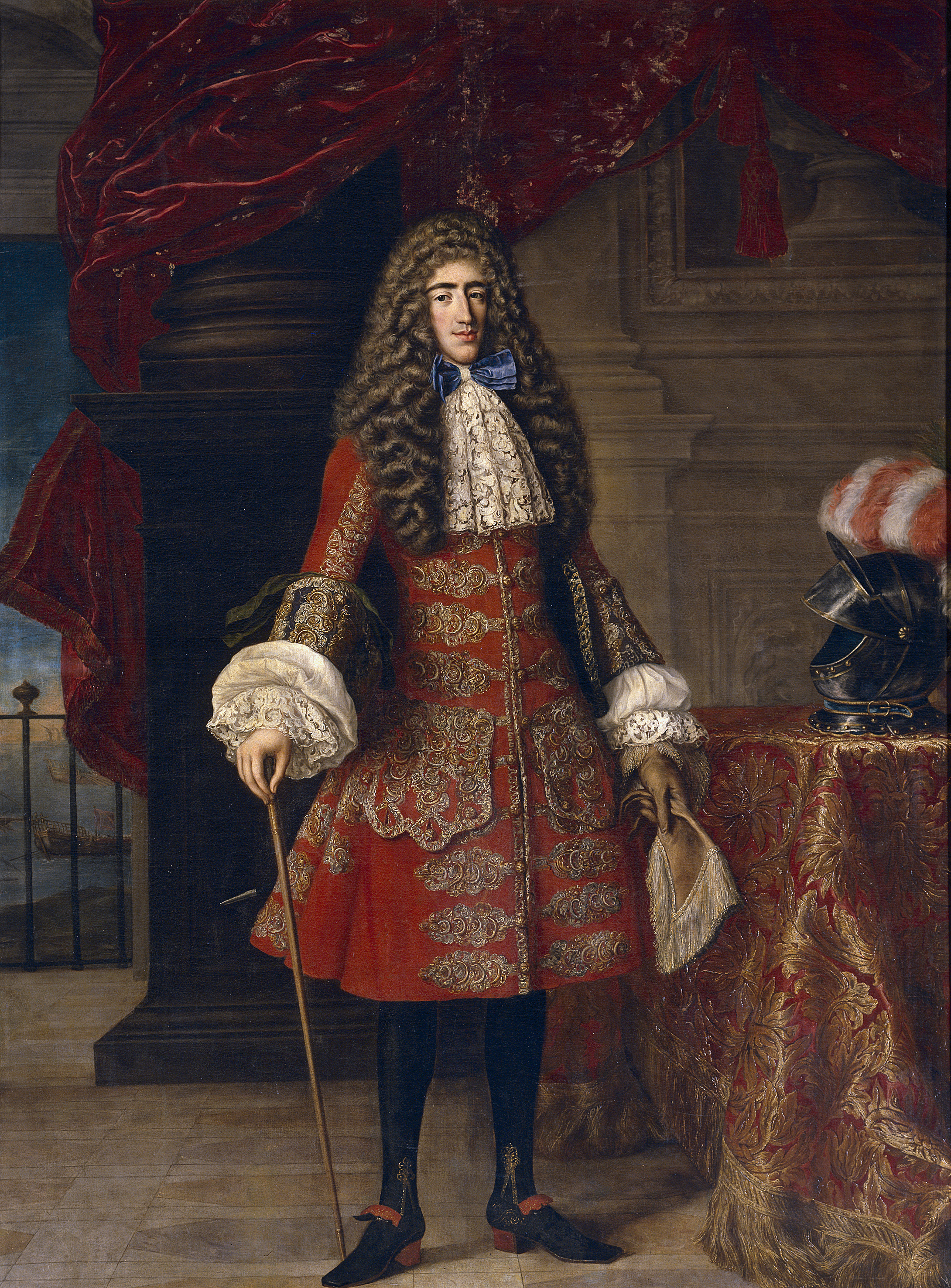
Luis Francisco de la Cerda, ix duque de Medinaceli.

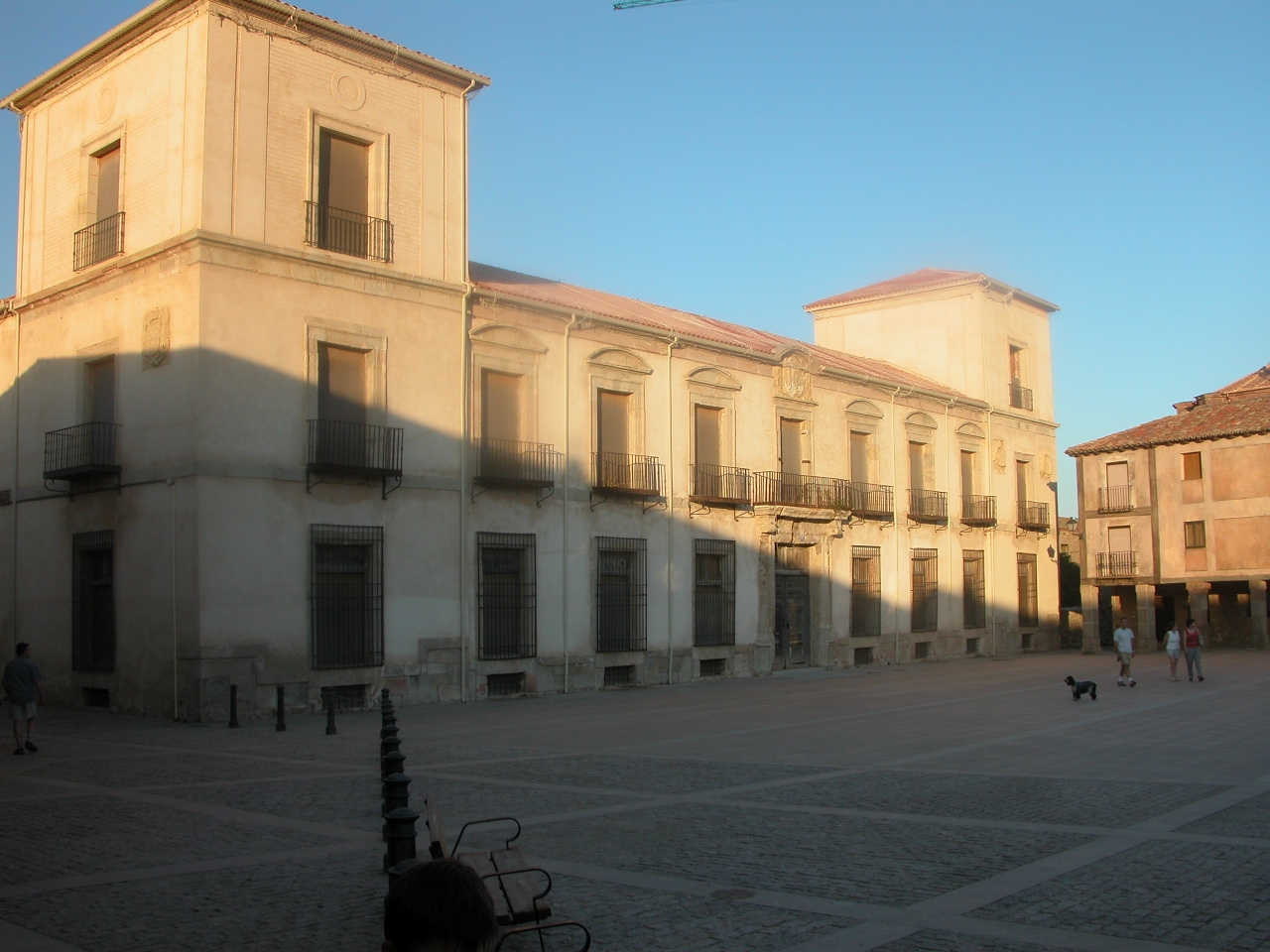
Palacio de los duques de Medinaceli en Medinaceli, provincia de Soria.

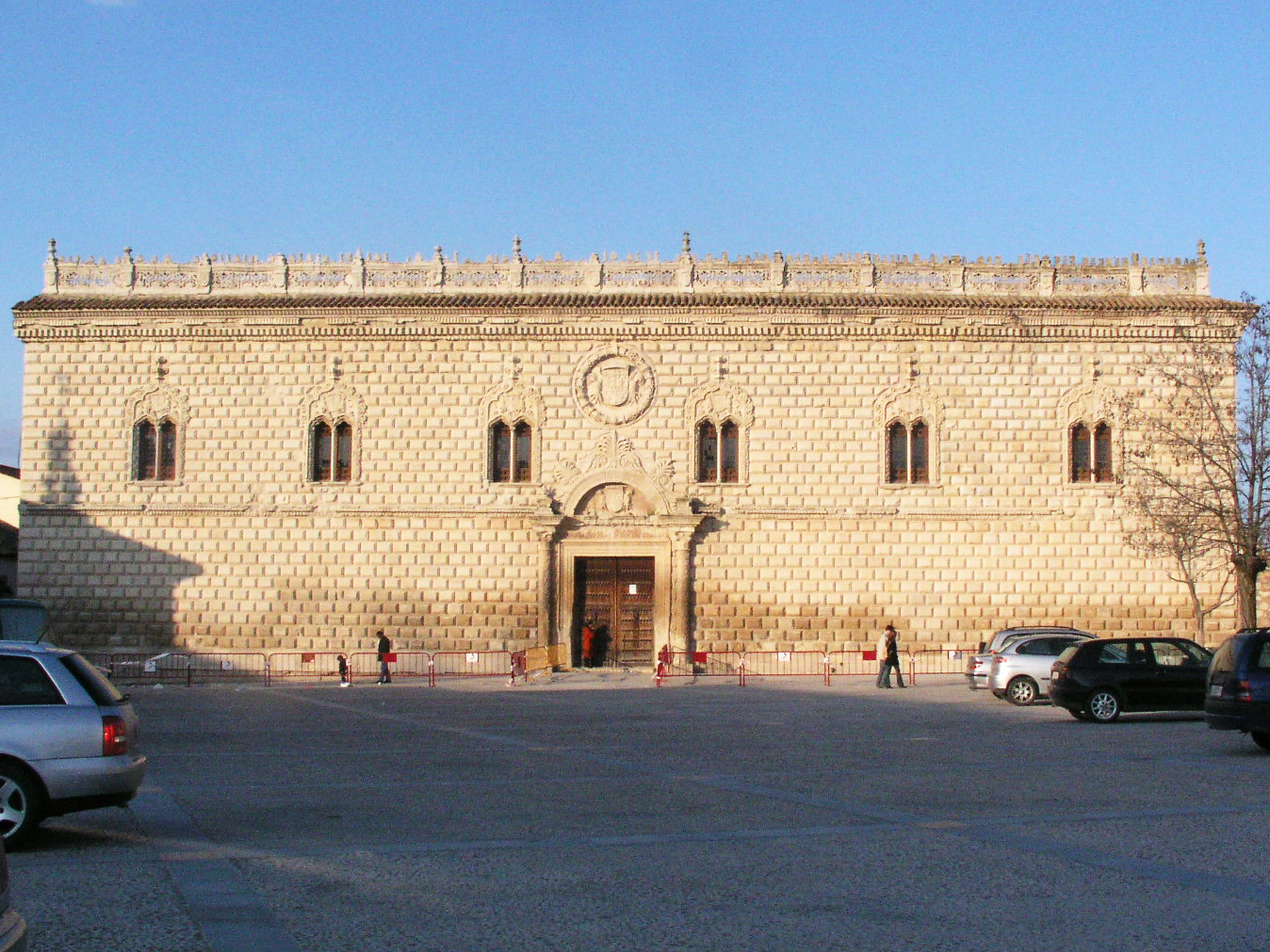
Palacio ducal de Medinaceli en Cogolludo, provincia de Guadalajara.

La casa de Medinaceli es una casa nobiliaria española originaria de la Corona de Castilla, cuyo nombre proviene del condado de Medinaceli, título nobiliario hereditario concedido por el rey Enrique II en 1368 a Bernardo de Bearne, hijo bastardo del conde de Foix y esposo de Isabel de la Cerda, bisnieta del Infante Fernando de la Cerda. Posteriormente, los descendientes de este matrimonio, a partir del iii conde de Medinaceli, adoptaron el apellido "de la Cerda", considerado más importante, al proceder de la casa real de Castilla y por haber entroncado con la casa real de Francia, cuyas armas adoptaron como escudo. La reina Isabel la Católica elevó el condado a ducado de Medinaceli en 1479 en la persona del v conde. El nombre del título se refiere al municipio castellano de Medinaceli, en la provincia de Soria y tiene asociada la grandeza de España desde 1520. 
El ducado permaneció en la casa de la Cerda hasta que recayó en la casa de Córdoba (marqueses de Priego) y actualmente en la casa de Hohenlohe.
Tradicionalmente el heredero de la casa de Medinaceli llevaba el título de marqués de Cogolludo. Sin embargo, debido al cambio de las leyes de sucesión nobiliaria en 2006, este marquesado, que había sido redistribuido antes de 2006, pasó a la casa de Medina y es ostentado en el presente por Victoria de Medina, prima de la actual duquesa de Medinaceli (Victoria von Hohenlohe-Langenburg). Cabe destacar que debido a este cambio de 2016 en las leyes de sucesión nobiliaria, la jefatura del linaje real de los infantes de la Cerda, ya no recae sobre el duque de Medinaceli sino sobre el duque de Santisteban del Puerto (quien también ostenta el título de marqués de Cogolludo), pues la sucesión real divergió de la sucesión nobiliaria.

## Historia
La Casa de la Cerda tiene su origen en los Infantes de la Cerda, hijos de Fernando de la Cerda, Infante de Castilla, primogénito del rey Alfonso X el Sabio, que murió antes que su padre. El segundogénito de Alfonso X, Sancho, usurpó el trono originando el pleito de La Cerda. 
Tras la primera guerra civil castellana, en la segunda mitad del siglo XIV, el único miembro del linaje que sobrevivió fue Isabel de la Cerda y Pérez de Guzmán. Como recompensa por los servicios prestados al rey Enrique II de Castilla, Bernardo de Foix, hijo bastardo del conde de Foix, que vino a España a luchar en la reconquista de reino de Granada, fue titulado en 1368 conde de Medinaceli y se casó en 1370 con Isabel de la Cerda, señora de El Puerto de Santa María, bisnieta del Infante Fernando de la Cerda y nieta de Guzmán el Bueno, fundador de la casa de Medina Sidonia, quien a la muerte de su marido se tituló condesa de Medinaceli por derecho propio. A partir de su nieto Luis de la Cerda, III conde de Medinaceli, sus descendientes empezaron a utilizar exclusivamente el apellido y las armas de Isabel de la Cerda, dada la preponderancia de su linaje. En 1479 los Reyes Católicos elevaron el condado a ducado de Medinaceli y en el año 1520 el rey Carlos I incorpora al título la distinción de Grandeza de España.
La casa de Medinaceli se fue convirtiendo con el paso del tiempo en una de las más importantes familias españolas, sobre todo tras heredar, a través de la casa de Comares, la casa de Cardona y la casa de Segorbe, y como muestra de ello en su patrimonio se cuentan algunas de las propiedades más importantes histórico-artísticas de España. En Sevilla se encuentra la Casa de Pilatos, construida por la Casa de Alcalá, el Hospital Tavera en Toledo —donde se encuentra enterrada la mayoría de la familia— y en Galicia poseen el Pazo de Oca, seguramente el pazo más renombrado de Galicia.
La casa de Medinaceli siempre fue una de las primeras en cuanto a posesiones agrarias. Cuando después del golpe militar de Sanjurjo en 1932 la II República tasó los bienes de los Grandes de España, Luis Jesús Fernández de Córdoba, XVII duque de Medinaceli, lideraba la lista con 74.146 hectáreas. Sus dos propiedades más famosas eran La Almoraima, en Castellar de la Frontera (que rondaba las 17.000 hectáreas), y La Alameda, en el término de Santisteban del Puerto, (alrededor de 13 000 hectáreas). Los actuales duques ya no son grandes propietarios, como resultado de las ventas masivas a lo largo de los años 1970 y 1980.
Los duques de Medinaceli poseían un privilegio único por el cual frente a su escudo no se podía oponer otro. Esta es la razón por la que el palacio de los duques de Villahermosa en Madrid (actual Museo Thyssen-Bornemisza), tiene la fachada principal en la calle Zorrilla y no en la Carrera de San Jerónimo, donde tenía su residencia la familia Medinaceli hasta 1910, año en que se demolió para la construcción del Hotel Palace.

## Casas nobiliarias incorporadas
A lo largo de su historia varias casas nobiliarias han ido incorporándose a la casa de Medinaceli.
En 1625 se incorporó la casa de Alcalá de la Alameda, del linaje Portocarrero, por el matrimonio de Juan Luis de la Cerda, vii duque de Medinaceli, con Ana María Luisa Enríquez de Ribera Portocarrero y Cárdenas, iii marquesa de Alcalá de la Alameda.
En 1639 se incorporó la Casa de Alcalá de los Gazules, cuando Ana María Luisa Enríquez de Ribera, iii marquesa de Alcalá de la Alameda, esposa de Antonio Juan Luis de la Cerda, vii duque de Medinaceli, heredó los títulos y estados de la casa de Alcalá de los Gazules de su prima hermana María Enríquez de Ribera, iv duque de Alcalá de los Gazules y muerta sin descendencia. Sucede, por ello, que la casa de Medinaceli accede a la emblemática Casa de Pilatos, perteneciente a la casa de Alcalá de los Gazules, de la mano de la III marquesa de Alcalá de la Alameda y V duquesa de Alcalá de los Gazules.
En 1676 se incorporó la Casa de Segorbe por el matrimonio de Catalina Antonia de Aragón, ix duquesa de Segorbe con Juan Francisco de la Cerda, viii duque de Medinaceli.
En 1711 la casa de Priego incorporó la casa de Medinaceli, cuando Nicolás Fernández de Córdoba y de la Cerda, ix marqués de Priego y vii de Montalbán, hijo de Mauricio Fernández de Córdoba, viii marqués de Priego, y de Feliche de la Cerda, sucedió a su tío Luis Francisco de la Cerda y Aragón, ix duque de Medinaceli, muerto sin descendencia. Asimismo se incorporó la Casa de Feria, del linaje Figueroa, que ya se había unido a la de Priego en 1634. 
En 1739 se incorporó la Casa de Aytona, de Luis Antonio Fernández de Córdoba y Spínola, futuro xi duque de Medinaceli con María Teresa de Moncada y Benavides, futura vii marquesa de Aytona.
En 1789 se incorporó la Casa de Santisteban del Puerto, por el matrimonio Luis María Fernández de Córdoba y Gonzaga, futuro xiii duque de Medinaceli, con Joaquina María de Benavides y Pacheco, futura iii duquesa de Santisteban del Puerto.
En 1931 se incorporó la Casa de Denia y Tarifa cuando, al morir sin sucesión Carlos María Fernández de Córdoba y Pérez de Barradas, ii duque de Denia y de Tarifa, le sucedió su sobrino Luis Jesús Fernández de Córdoba y Salabert, xvii duque de Medinaceli.
En 1936 se incorporó la Casa de Ciudad Real y la Casa de la Torrecilla al suceder Luis Jesús Fernández de Córdoba y Salabert, xvii duque de Medinaceli, a su madre Casilda Remigia de Salabert y Arteaga, xi duquesa de Ciudad Real, ix marquesa de la Torrecilla, quien, ya viuda del xvi duque de Medinaceli, la había heredado de su hermano en 1925.
En 1948 se incorporó la Casa de Camarasa cuando, a la muerte sin sucesión de Ignacio Fernández de Henestrosa y Gayoso de los Cobos, xvi marqués de Camarasa, la heredó su sobrina, Victoria Eugenia Fernández de Córdoba y Fernández de Henestrosa, xviii duquesa de Medinaceli, que creó la Fundación Medinaceli y restauró en lo que pudo la grandeza de la Casa hasta su fallecimiento en 2013. La actual duquesa de Medinaceli es su biznieta S.A.S. la princesa Victoria Elisabeth von Hohenlohe-Langenburg.

## Títulos nobiliarios
- Marquesado de la Laguna de Camero Viejo.

## Colección de arte
La casa de Medinaceli conserva un extraordinario conjunto artístico y documental, gestionado por una fundación. Seguramente su sección más conocida y valiosa es la colección de pinturas y esculturas, repartida por varios edificios como la Casa de Pilatos en Sevilla y el Hospital Tavera de Toledo.
Entre los artistas representados, se hallan El Greco (con más de cinco obras, entre ellas una rara escultura, Cristo resucitado), Antonio Moro, Pieter Coecke, Alonso de Berruguete, Sebastiano del Piombo (la famosa Piedad de Úbeda, actualmente en préstamo en el Museo del Prado), Il Sodoma, Gaspar de Crayer, Luis Tristán, José de Ribera (La mujer barbuda), Zurbarán, Juan Carreño de Miranda, Goya, Salvatore Rosa, Luca Giordano (Erminia entre los pastores), Giuseppe Recco, Mariano Fortuny, Tintoretto, Tiziano, Snyders y Jacopo Bassano...